# Montiers
Montiers és un municipi francès, situat al departament de l'Oise i a la regió dels Alts de França. L'any 2007 tenia 437 habitants.

## Demografia

### Població
El 2007 la població de fet de Montiers era de 437 persones. Hi havia 160 famílies de les quals 28 eren unipersonals (16 homes vivint sols i 12 dones vivint soles), 52 parelles sense fills, 72 parelles amb fills i 8 famílies monoparentals amb fills.
La població ha evolucionat segons el següent gràfic:
Habitants censats

### Habitatges
El 2007 hi havia 163 habitatges, 155 eren l'habitatge principal de la família, 7 eren segones residències i 1 estava desocupat. 155 eren cases i 8 eren apartaments. Dels 155 habitatges principals, 137 estaven ocupats pels seus propietaris, 15 estaven llogats i ocupats pels llogaters i 3 estaven cedits a títol gratuït; 8 tenien dues cambres, 33 en tenien tres, 40 en tenien quatre i 75 en tenien cinc o més. 112 habitatges disposaven pel capbaix d'una plaça de pàrquing. A 63 habitatges hi havia un automòbil i a 73 n'hi havia dos o més.

### Piràmide de població
La piràmide de població per edats i sexe el 2009 era:
| Homes | Edats   | Dones |
| ----- | ------- | ----- |
| 0     | 95 o +  | 0     |
| 0     | 90 a 94 | 0     |
| 0     | 85 a 89 | 0     |
| 4     | 80 a 84 | 0     |
| 16    | 75 a 79 | 16    |
| 8     | 70 a 74 | 12    |
| 8     | 65 a 69 | 8     |
| 4     | 60 a 64 | 8     |
| 0     | 55 a 59 | 4     |
| 12    | 50 a 54 | 12    |
| 24    | 45 a 49 | 12    |
| 12    | 40 a 44 | 28    |
| 8     | 35 a 39 | 8     |
| 12    | 30 a 34 | 24    |
| 12    | 25 a 29 | 4     |
| 0     | 20 a 24 | 12    |
| 24    | 15 a 19 | 12    |
| 24    | 10 a 14 | 4     |
| 16    | 5 a 9   | 8     |
| 24    | 0 a 4   | 4     |

## Economia
El 2007 la població en edat de treballar era de 271 persones, 205 eren actives i 66 eren inactives. De les 205 persones actives 187 estaven ocupades (117 homes i 70 dones) i 19 estaven aturades (3 homes i 16 dones). De les 66 persones inactives 14 estaven jubilades, 22 estaven estudiant i 30 estaven classificades com a «altres inactius».

### Ingressos
El 2009 a Montiers hi havia 156 unitats fiscals que integraven 411 persones, la mediana anual d'ingressos fiscals per persona era de 18.199 €.

### Activitats econòmiques
Dels 4 establiments que hi havia el 2007, 1 era d'una empresa de construcció, 1 d'una empresa de comerç i reparació d'automòbils, 1 d'una empresa immobiliària i 1 d'una empresa classificada com a «altres activitats de serveis».
Dels 3 establiments de servei als particulars que hi havia el 2009, 1 era un paleta, 1 guixaire pintor i 1 agència immobiliària.
L'any 2000 a Montiers hi havia 4 explotacions agrícoles que ocupaven un total de 620 hectàrees.

## Equipaments sanitaris i escolars
El 2009 hi havia una escola elemental integrada dins d'un grup escolar amb les comunes properes formant una escola dispersa.

## Poblacions més properes
El següent diagrama mostra les poblacions més properes.